# Élections sénatoriales de 2026 à Saint-Martin
Pour un article plus général, voir Élections sénatoriales françaises de 2026.
Les élections sénatoriales à Saint-Martin sont prévues en septembre 2026. Elles visent à renouveler l'unique sénateur de la collectivité.

## Modalités

### Dates
Ces élections se tiendront en septembre 2026, les sénateurs étant élus pour une durée de 6 ans et les élections de 2020 ayant eu lieu le 27 septembre.

### Mode de scrutin
Saint-Martin étant représentée par un seul sénateur, ce dernier est élu au scrutin uninominal majoritaire à deux tours. Est élu le candidat qui réunit la majorité absolue des suffrages exprimés et les voix d'un quart des électeurs inscrits dans la circonscription. À défaut, un second tour est organisé. Celui qui remporte le plus de voix au second tour est déclaré élu.

### Collège électoral
Les élections sénatoriales sont un scrutin indirect, cela signifie que seuls les grands électeurs sont appelés à voter lors de cette élection. Sont considérés comme grands électeurs:
- le député et le sénateur ;
- les conseillers territoriaux.

## Contexte

### Élections sénatoriales de 2020
Lors des élections sénatoriales de 2020, la candidate républicaine Annick Petrus, défait et succède à Guillaume Arnell, indépendant divers gauche.

### Élections territoriales de 2022
Les élections territoriales de 2022 voient une évolution du rapport de force sur l'île. La liste de l'union pour la démocratie (soutenue par Les Républicains), ne parvient pas à conserver sa majorité, qui la perd au profit du rassemblement saint-martinois de centre gauche.

## Résultats

### Sénateur sortant et élu
| Sénateur sortant | Parti | Parti    | Groupe | Groupe | Sénateur élu | Parti | Parti | Groupe | Groupe |
| ---------------- | ----- | -------- | ------ | ------ | ------------ | ----- | ----- | ------ | ------ |
| Annick Petrus    |       | LR - RSM |        | REP    |              |       |       |        |        |